# 蒙特卡姆 (新罕布什爾州)
蒙特卡姆（英語：Montcalm）是位於美國新罕布什爾州格拉夫頓縣的非建制地區。

## 歷史
蒙特卡姆的郵局於1880年設立，其後於1917年停運。

## 地理
蒙特卡姆所處的海拔為高於海平面369米（即1211英呎），而該地所採用的時區為UTC-5，即北美东部时区（EST）。同時該地設有夏令時間，為UTC-5調快一小時，即UTC-4（EDT）。